# 孫夢豸
孫夢豸（1529年—？），字應兆，號槐窻、槐牕，山東萊州府平度州昌邑縣门八村人，軍籍，明朝政治人物。

## 生平
嘉靖三十四年（1555年）乙卯科山東鄉試第四十三名舉人。嘉靖三十五年（1556年）联捷丙辰科会试二百五十八名，第三甲第一百四十八名進士。都察院观政，授河南灵宝县知县，为循良之冠。四十年考选，六月擢河南道試监察御史，十月實授，四十四年巡按苏松，历官岳州府知府，以疾乞归，屡荐不起。

## 家族
曾祖孫瑀，壽官；祖父孫鼒，義官；父孫義，散官封知县。母宋氏，封太孺人。兄梦麒、梦麟，俱生员。